# لويس غوستافو فرانسيسكو كاميلو
لويس غوستافو فرانسيسكو كاميلو (بالبرتغالية: Luis Gustavo Francisco Camilo‏) المعروف باسم لويس غوستافو (مواليد 7 يناير 1992 في ساو جوسيه دو ريو باردو، البرازيل) هو لاعب كرة قدم برازيلي يجيد اللعب في مركز قلب الدفاع. يلعب حاليا لصالح بوتافغو الذي ينافس في الدوري البرازيلي الدرجة الثالثة منذ 2021.

## روابط خارجية
- لويس غوستافو فرانسيسكو كاميلو على موقع قاعدة بيانات كرة القدم.إي يو (الإنجليزية)